# Amarige
Amerige è un profumo femminile della casa di moda francese Givenchy.

## Storia
Amarige è stato lanciato sul mercato nel 1991 ed al 2011 ancora in produzione. Si tratta quindi di una delle fragranze maggiormente longeve mai prodotte da Givenchy. Il profumo è stato realizzato dal profumiere Dominique Ropion, mentre il design della bottiglia è opera di Serge Mansau.
Il nome Amerige è un anagramma della parola Mariage (matrimonio), ed infatti secondo la filosofia di Givenchy, il profumo dovrebbe richiamare "la felicità di una serata estiva sui bordi del Mediterraneo", oppure, secondo quanto scritto sul sito ufficiale della casa di moda "...il simbolo della femminilità, radiante e piena di felicità, di gioia di vivere e di generosità".

## Varianti
Sono state prodotte numerose varianti della fragranza: 
- 2003: Amarige d'amour[5]
- 2003: Amarige Mimosa[5]
- 2006: Amarige Mariage[5]
- 2009: Amarige Harvest[5]